# Jean Victor Marie Moreau
Jean Victor Marie Moreau (født 14. februar 1763, død 2. september 1813) var en fransk general. 
Moreau udmærkede sig 1794 under felttoget i Nederlandene og derefter som chef for Rhinarmeen 1796. Han blev afsat 1797 mistænkt for delagtighet i Pichegrus forræderi. Moreau fik 1799 befalingen over de franske styrker i Italien og hjalp Napoleon Bonaparte under Brumairekuppet samme år. Han blev på ny øverstbefalende over Rhinarmeen og besejrede i december 1800 østrigerne i slaget ved Hohenlinden. Moreau stillede sig imidlertid i opposition mod Napoleon, blev fængslet i februar 1804 og landsforvist til USA. Han gik senere i allieret tjeneste og blev dødeligt såret i slaget ved Dresden i august 1813.